# Madières
Pour l’article ayant un titre homophone, voir Madière.
Madières est un village de la vallée de la Vis (rivière) à cheval sur deux départements, l'Hérault et le Gard. Sa partie héraultaise dépend de la commune de Saint-Maurice-Navacelles (34520) et sa partie gardoise de celle de Rogues (30120).

## Géographie

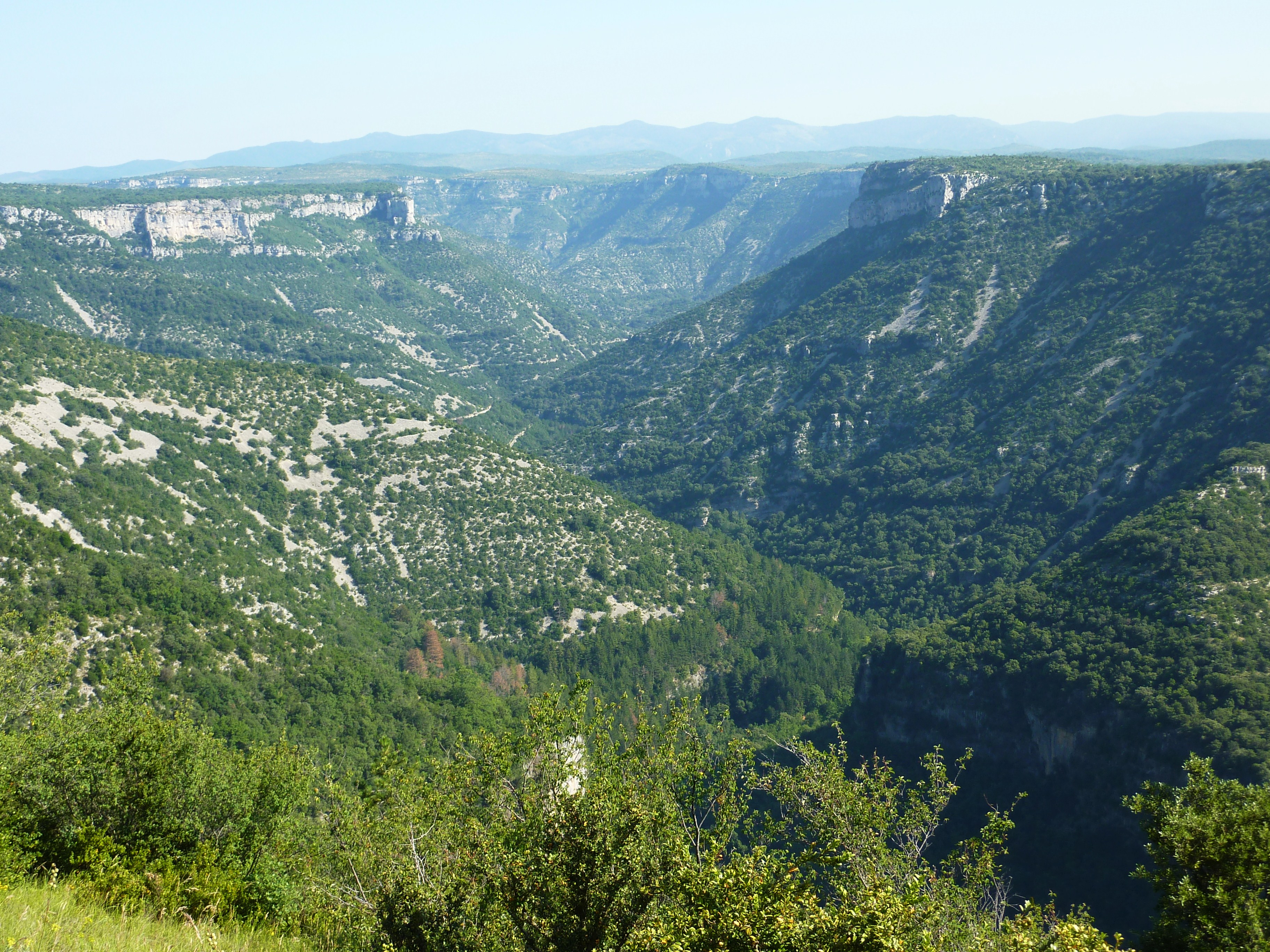
Les gorges de la Vis entre le cirque de Navacelles et Madières

Situé à 283 mètres d'altitude au fond des Gorges de la Vis, le village de Madières a un climat voisin de celui des Causses qui l'entourent, froid sec l'hiver (-13 degrés) et chaud et ensoleillé l'été (plus de 30°) en raison de la relative proximité de la mer Méditerranée même si les nuits sont fraîches.
Ses habitants s'appellent les Madiérains (de l'occitan Madierencs) ou parfois Madiérois (mauvaise francisation…). La population varie entre 30 personnes l'hiver et 200 personnes l'été, mais en 1914 on y comptait 400 habitants permanents, plusieurs hôtels et auberges…
Le bourg s'étale sur plus de 300 mètres de dénivelé, avec un creusement que la rivière, la Vis, poursuit depuis plus de trois millions d’années, un canyon et des falaises grandioses et sauvages où l’on peut parfois surprendre un couple d’aigles royaux. Aux abords des maisons se trouvent des terrasses où poussent vignes, oliviers, mûriers, figuiers et une agriculture complémentaire de celle du Causse. 
C'est un village curieux implanté sur les deux rives où le château, transformé en hôtel-restaurant 4 étoiles, est dans le Gard et l’église et le cimetière dans l’Hérault. Non contente de fournir du courant électrique, la rivière s’impose comme limite administrative entre ces deux départements.

## Histoire
Le nom du village vient du latin « Materias » qui avait pour sens « bois (matériau) de construction » et désignait probablement un lieu très boisé à l'époque romaine. Le village s'est construit au franchissement de la Vis par la voie romaine secondaire reliant Le Vigan à Lodève. Il est probable que les premiers moulins à eau aient été introduits à cette époque. Au VIe siècle, la rivière qui traverse le village marque la frontière entre les royaumes Wisigoths et Francs.

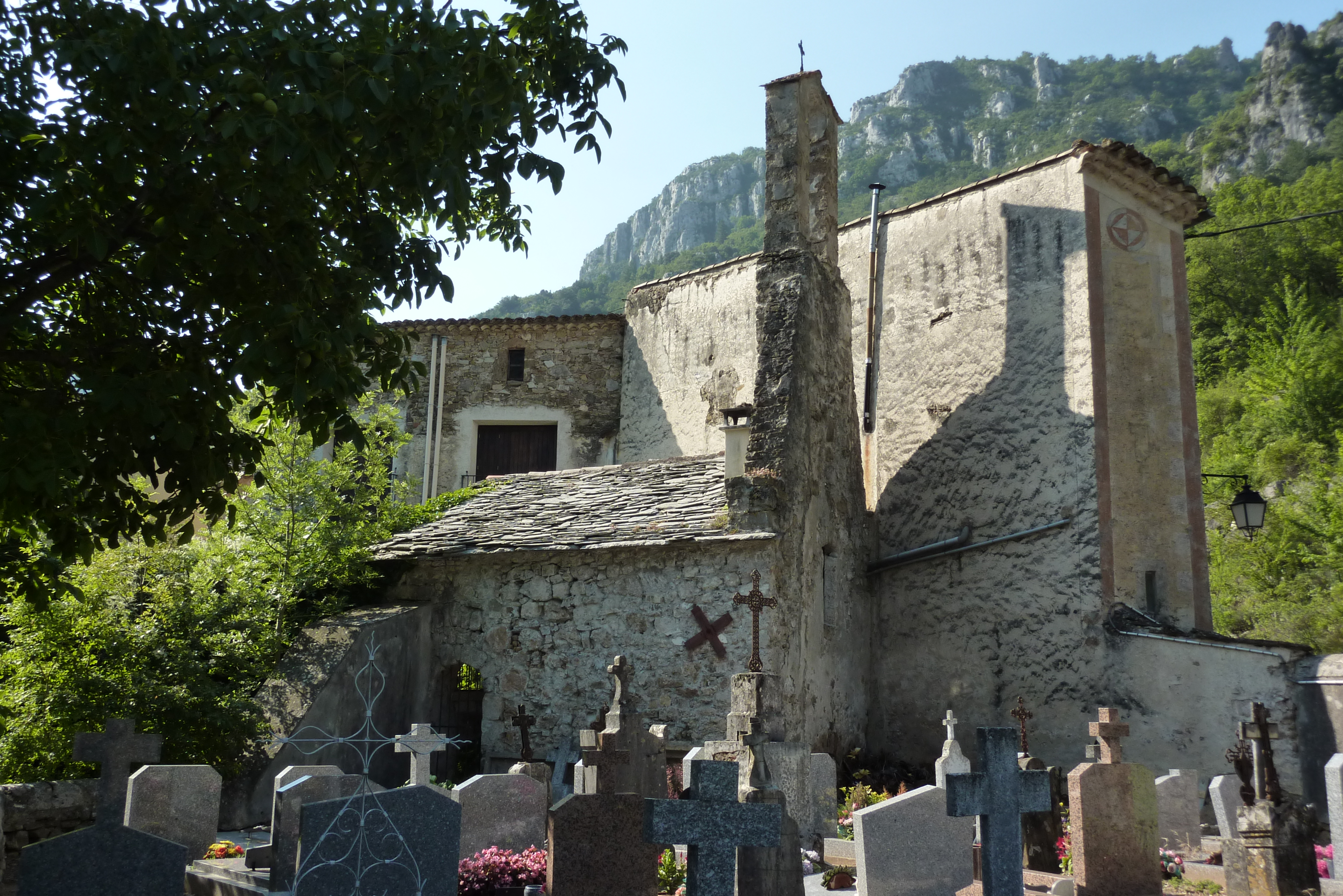
Le cimetière
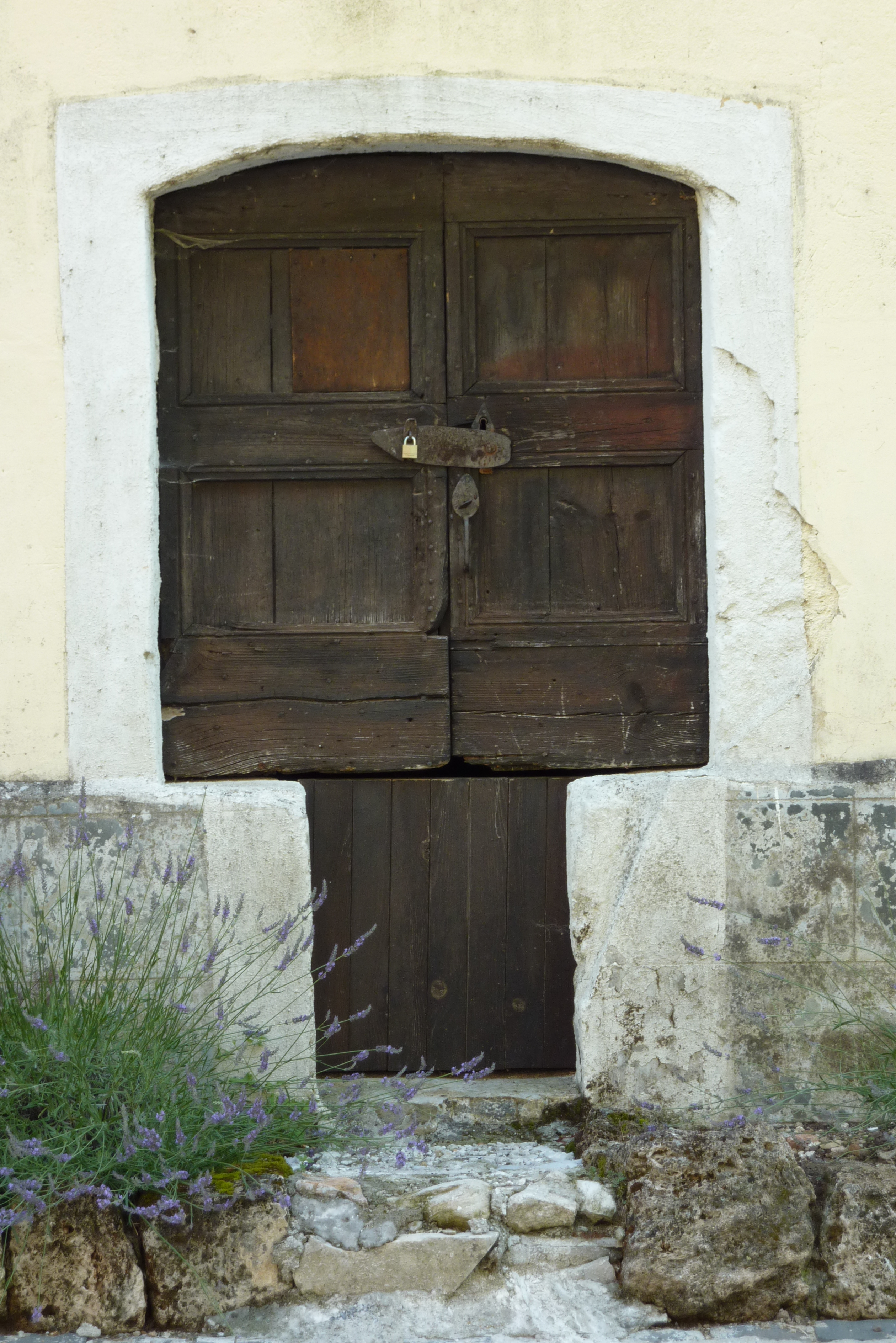
Porte d'une maison